# Brachter Mühle

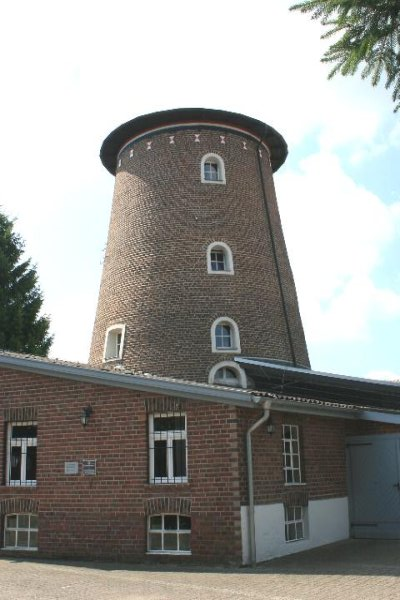
Brachter Mühle

De Brachter Mühle is een voormalige windmolen in de Duitse plaats Bracht.
Deze ronde stenen molen werd gebouwd in 1855 en fungeerde als korenmolen. In 1925 braken, bij een zware storm, de wieken af. Daarna werd een elektromotor aangebracht, waarmee tot 1970 nog gemalen werd.
In 2002 werd de molenromp aangekocht door de gemeente Brüggen en in 2003 door een stichting die de molen als heemkundemuseum beheert. De maalinrichting functioneert weer en er worden rondleidingen gegeven. Ook worden er wisselende tentoonstellingen in de molen georganiseerd.